# دنيس هوارد
دينيس هوارد (بالإنجليزية: Denise Howard)‏ سياسية أمريكية، ولدت في 10 سبتمبر 1954 في واوريكا في الولايات المتحدة.

حصلت على بكالوريوس في الفنون وبكالوريوس في الرياضيات / علوم الكمبيوتر في نفس الوقت من جامعة ولاية ترومان، ثم حصلت على ماجستير في علوم الحاسب من جامعة ولاية أوهايو، مع التركيز على رسوم الحاسوب. عملت في العديد من شركات وادي السيليكون، وكانت واحدة من مطوري شركة آبل.